# Максим Манукян
Максим Манукян (вірм. Մաքսիմ Մանուկյանը; нар. 10 грудня 1987, Єреван,  Вірменська РСР, СРСР) — вірменський борець греко-римського стилю, чемпіон та бронзовий призер чемпіонатів світу, чемпіон Європи, срібний призер Універсіада, бронзовий призер чемпіонату світу серед військовослужбовців, бронзовий призер чемпіонату світу з пляжної боротьби, учасник Олімпійських ігор.

## Життєпис
Ще з дитинства ніхто не міг перемогти Максима в так званому «гюлаші». Спочатку його брат записався в школу боротьби. Через кілька днів він пішов разом з ним, переміг всіх і зрозумів, що боротьба — це його. Займався цим видом спорту з 1998 року, однак через деякий час припинив заняття, але після шестирічної перерви знову повернувся до тренувань в 2010 році.
У 2011 році дебютував на міжнародному турнірі в Тбілісі, але невдало.
У 2013 році представляв Вірменський державний інститут фізичної культури на Універсіаді в Казані, де здобув срібну нагороду, поступившись у фіналі, діючому на той момент олімпійському чемпіону Алану Хугаєву з Росії.
У 2015 році на перших Європейських іграх в Баку посів лише п'яте місце, однак його кидок на цьому трурнірі, виконаний проти азербайджанського спортсмена, Об'єднаний світ боротьби удостоїв звання «Найкращий прийом року».
У 2016 році через кваліфікаційний турнір пробився на Олімпійські ігри в Ріо-де-Жанейро, однак у першому ж колі з рахунком 3-0 поступився угорському спортсмену Віктору Лерінцу і вибув з турніру.
У 2017 році на чемпіонаті світу в Парижі здійснив свою давню мрію, вигравши титул чемпіона світу. У півфіналі вірменський борець за 1 хвилину 55 секунд здобув перемогу над чинним чемпіоном світу Зурабом Датунашвілі з рахунком 7: 0 а у фіналі з рахунком 5: 0 здобув перемогу над білорусом Радіком Кулієвим. За цю перемогу він отримав приз за значний внесок у розвиток і прихильність спорту. Манукян став лауреатом конкурсу «Айкян-2017». Приз борцю вручив президент Вірменії Серж Саргсян.
Тренер — Алексан Ованнісян.

## Спортивні результати на міжнародних змаганнях

### Виступи на Олімпіадах
| Змагання                    | Збірна   | Вагова категорія                 | Місце |
| --------------------------- | -------- | -------------------------------- | ----- |
| Літні Олімпійські ігри 2016 | Вірменія | греко-римська боротьба, до 85 кг | 16    |

### Виступи на Чемпіонатах світу
| Змагання                        | Збірна   | Вагова категорія                 | Місце  |
| ------------------------------- | -------- | -------------------------------- | ------ |
| Чемпіонат світу з боротьби 2011 | Вірменія | пляжна боротьба, до M80 кг       | Бронза |
| Чемпіонат світу з боротьби 2013 | Вірменія | греко-римська боротьба, до 84 кг | 8      |
| Чемпіонат світу з боротьби 2015 | Вірменія | греко-римська боротьба, до 85 кг | 23     |
| Чемпіонат світу з боротьби 2017 | Вірменія | греко-римська боротьба, до 80 кг | Золото |
| Чемпіонат світу з боротьби 2018 | Вірменія | греко-римська боротьба, до 82 кг | Бронза |
| Чемпіонат світу з боротьби 2019 | Вірменія | греко-римська боротьба, до 82 кг | 10     |

### Виступи на Чемпіонатах Європи
| Змагання                         | Збірна   | Вагова категорія                 | Місце  |
| -------------------------------- | -------- | -------------------------------- | ------ |
| Чемпіонат Європи з боротьби 2014 | Вірменія | греко-римська боротьба, до 85 кг | 9      |
| Чемпіонат Європи з боротьби 2016 | Вірменія | греко-римська боротьба, до 85 кг | 10     |
| Чемпіонат Європи з боротьби 2017 | Вірменія | греко-римська боротьба, до 85 кг | 7      |
| Чемпіонат Європи з боротьби 2018 | Вірменія | греко-римська боротьба, до 82 кг | Золото |
| Чемпіонат Європи з боротьби 2019 | Вірменія | греко-римська боротьба, до 87 кг | 7      |
| Чемпіонат Європи з боротьби 2020 | Вірменія | греко-римська боротьба, до 87 кг | 13     |

### Виступи на Європейських іграх
| Змагання              | Збірна   | Вагова категорія                 | Місце |
| --------------------- | -------- | -------------------------------- | ----- |
| Європейські ігри 2015 | Вірменія | греко-римська боротьба, до 85 кг | 5     |

### Виступи на Кубках світу
| Змагання              | Збірна   | Вагова категорія                 | Місце |
| --------------------- | -------- | -------------------------------- | ----- |
| Європейські ігри 2015 | Вірменія | греко-римська боротьба, до 85 кг | 5     |
| Європейські ігри 2019 | Вірменія | греко-римська боротьба, до 87 кг | 9     |

### Виступи на Універсіадах
| Змагання               | Збірна   | Вагова категорія                 | Місце  |
| ---------------------- | -------- | -------------------------------- | ------ |
| Літня Універсіада 2013 | Вірменія | греко-римська боротьба, до 84 кг | Срібло |

### Виступи на Чемпіонатах світу серед військовослужбовців
| Змагання                                                  | Збірна   | Вагова категорія                 | Місце  |
| --------------------------------------------------------- | -------- | -------------------------------- | ------ |
| Чемпіонат світу з боротьби серед військовослужбовців 2014 | Вірменія | греко-римська боротьба, до 85 кг | Бронза |

### Виступи на інших змаганнях
| Змагання                                                         | Збірна   | Вагова категорія                 | Місце  |
| ---------------------------------------------------------------- | -------- | -------------------------------- | ------ |
| Кубок Ядегара Імама 2011                                         | Вірменія | греко-римська боротьба, до 74 кг | 20     |
| Турнір Г. Картозія і В. Балавадзе 2011                           | Вірменія | греко-римська боротьба, до 74 кг | 14     |
| Кубок Ядегара Імама 2012                                         | Вірменія | греко-римська боротьба, до 74 кг | 18     |
| Тор Мастерс 2013                                                 | Вірменія | греко-римська боротьба, до 84 кг | Бронза |
| Trophee Milone 2013                                              | Вірменія | греко-римська боротьба, до 84 кг | 7      |
| Турнір Дана Колова — Николи Петрова 2014                         | Вірменія | греко-римська боротьба, до 85 кг | Бронза |
| Trophee Milone 2014                                              | Вірменія | греко-римська боротьба, до 85 кг | Срібло |
| Гран-прі Німеччини з боротьби 2014                               | Вірменія | греко-римська боротьба, до 85 кг | 16     |
| Турнір Дана Колова — Николи Петрова 2015                         | Вірменія | греко-римська боротьба, до 85 кг | Срібло |
| Меморіал Болата Турлиханова 2015                                 | Вірменія | греко-римська боротьба, до 85 кг | Бронза |
| Турнір Дана Колова — Николи Петрова 2016                         | Вірменія | греко-римська боротьба, до 85 кг | Срібло |
| Олімпійський кваліфікаційний турнір з боротьби 2016 (Зренянин)   | Вірменія | греко-римська боротьба, до 85 кг | 9      |
| Олімпійський кваліфікаційний турнір з боротьби 2016 (Улан-Батор) | Вірменія | греко-римська боротьба, до 85 кг | Срібло |
| Trophee Milone 2016                                              | Вірменія | греко-римська боротьба, до 85 кг | Срібло |
| Клубний чемпіонат світу з боротьби 2016                          | Вірменія | команда                          | Золото |
| Гран-прі Парижа з боротьби 2017                                  | Вірменія | греко-римська боротьба, до 85 кг | Золото |
| Київський Міжнародний турнір з боротьби 2017                     | Вірменія | греко-римська боротьба, до 85 кг | Бронза |
| Турнір Г. Картозія і В. Балавадзе 2017                           | Вірменія | греко-римська боротьба, до 80 кг | Срібло |
| Клубний чемпіонат світу з боротьби 2017                          | Вірменія | команда                          | Срібло |
| Київський Міжнародний турнір з боротьби 2018                     | Вірменія | греко-римська боротьба, до 87 кг | Бронза |
| Турнір Г. Картозія і В. Балавадзе 2018                           | Вірменія | греко-римська боротьба, до 87 кг | 9      |
| Henri Deglane Challenge 2019                                     | Вірменія | греко-римська боротьба, до 87 кг | 5      |
| Турнір Дана Колова — Николи Петрова 2019                         | Вірменія | греко-римська боротьба, до 87 кг | Золото |
| Кубок Владислава Пітласинські 2019                               | Вірменія | греко-римська боротьба, до 87 кг | Срібло |
| Турнір Г. Картозія і В. Балавадзе 2019                           | Вірменія | греко-римська боротьба, до 82 кг | Бронза |
| Гран-прі Франції Анрі Деглана 2020                               | Вірменія | греко-римська боротьба, до 87 кг | 13     |